# Lilli Lehmann

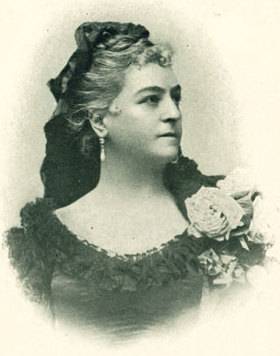
Lilli Lehmann

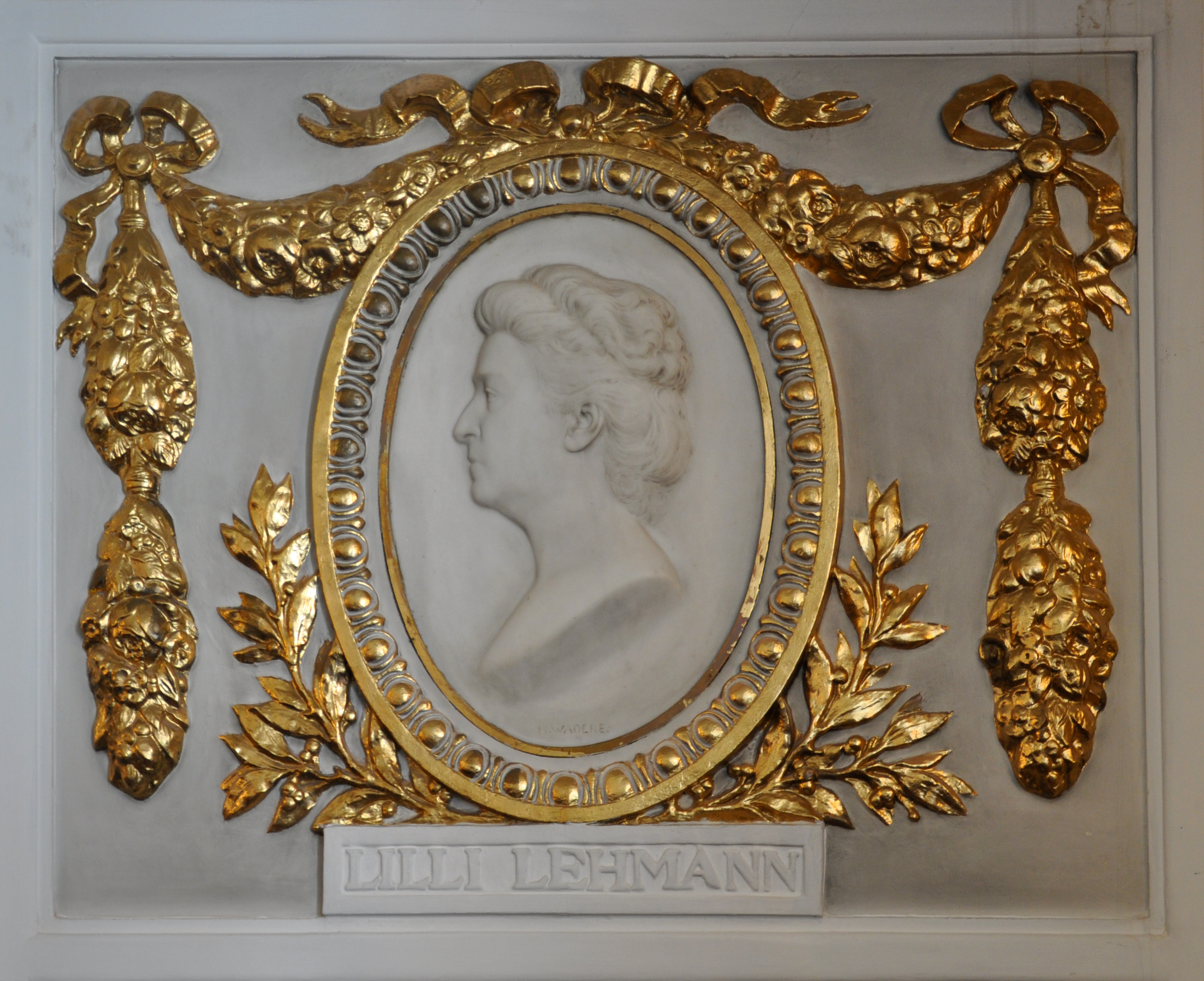
Relief im Großen Saal des Mozarteums, Salzburg

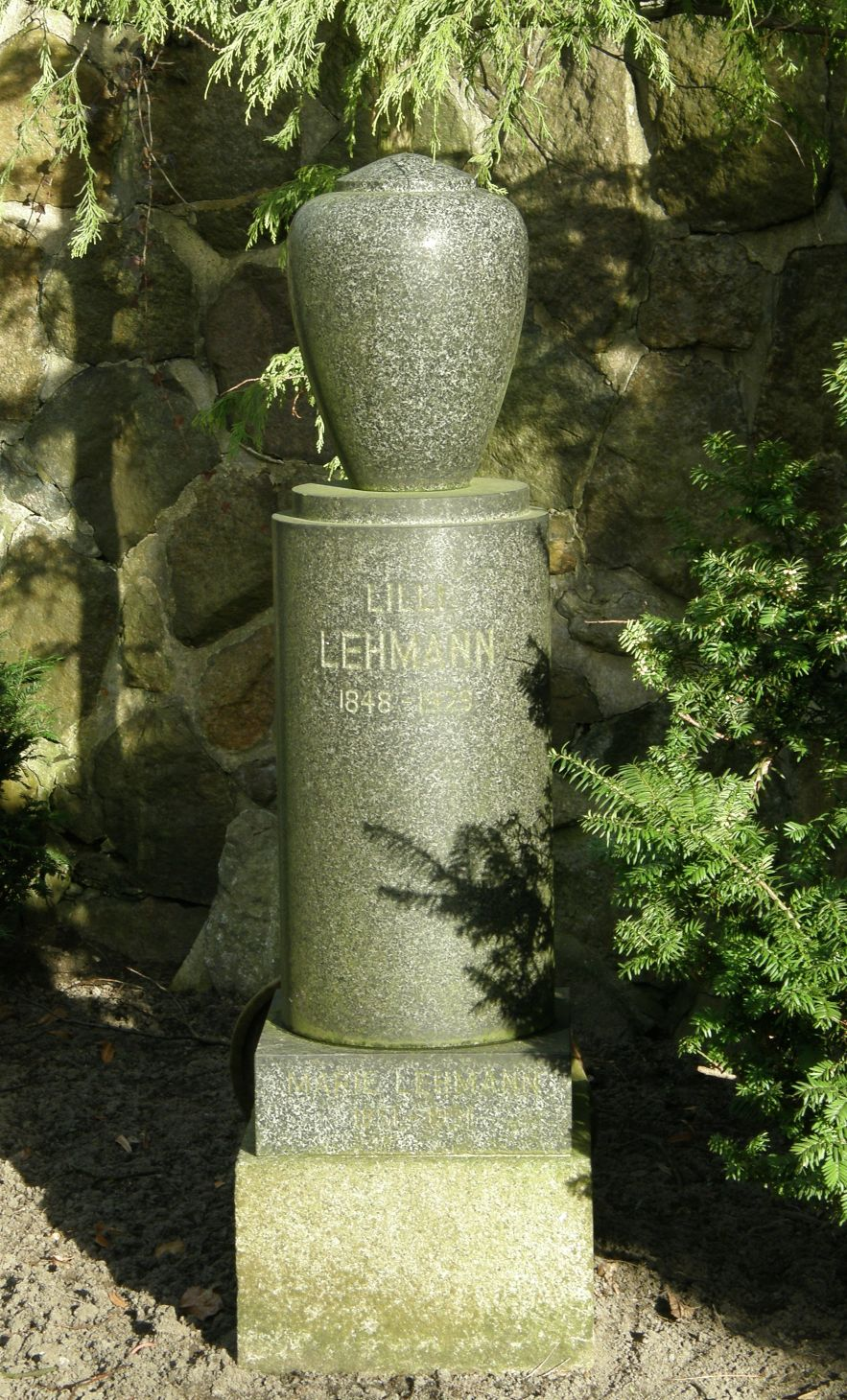
Grabstätte Lilli Lehmanns auf dem Friedhof Dahlem

Lilli Lehmann (geb. Elisabeth Maria Lehmann-Löw, nach Vermählung Elisabeth Maria Lehmann-Kalisch; * 24. November 1848 in Würzburg; † 16. Mai 1929 in Berlin-Grunewald) war eine deutsche Opernsängerin (Sopran) und Gesangspädagogin.

## Leben
Elisabeth Lehmann und ihre jüngere Schwester Marie (1851–1931) verbrachten ihre Kindheit in Prag und wurden durch Cölestin Müller sowie durch ihre Mutter, die Sängerin und Harfenistin Maria Theresia Löw (1809–1885), ausgebildet. Lehmanns Vater war der Heldentenor Karl August Lehmann.
Lehmann hatte 1865 als Erster Knabe in Mozarts Zauberflöte am Deutschen Landestheater in Prag ihr Debüt, dem Engagements in Danzig, Leipzig und an der Berliner Hofoper (1870–1885) folgten. Zunächst als Koloratursopran eingesetzt, sang sie bald auch dramatische Partien, 1876 auf Wunsch Richard Wagners bei der Uraufführung des Rings des Nibelungen die Woglinde, die Helmwige und die Stimme des Waldvogels. Im Jahr 1896 sang sie die Brünnhilde im Bayreuther Ring-Zyklus. 1885 folgte sie einer Einladung der Metropolitan Opera (Met) in New York City, wo sie als überragende Interpretin deutscher und italienischer Opernpartien gefeiert wurde.
Lehmann heiratete 1888 den Tenor Paul Kalisch (1855–1946), der ein Sohn des deutschen Schriftstellers David Kalisch war. Die Ehe blieb kinderlos und wurde nach Kalischs Verhältnis mit Lehmanns Nichte um 1915 aufgelöst. Lehmann kehrte 1891 nach Deutschland zurück und gehörte später wieder dem Ensemble der Berliner Hofoper an. In den folgenden Jahren gastierte sie in den USA, in Paris sowie in London, wo sie als Gesangspädagogin tätig war. Zu ihren Schülern gehörten Gustav Zeitzschel, Emmy Krüger und Franz Egenieff. Lehmann war eine der bedeutendsten Wagner- und Mozartinterpretinnen der Zeit. In Berlin gehörte sie dem Kreis um Marie von Schleinitz an.
Lilli Lehmann war 1893 und 1894 zu Gast bei der Prinzessin und rumänische Königin Elisabeth zu Wied  und ihrer Mutter Fürstin Marie zu Wied im Segenhaus der Neuwieder Fürstenfamilie. Ihre Namenseintragung im Gästebuch ergänzte sie mit dem Titel „Königlich Preußische Kammersängerin“. Sie erinnert sich an ihren ersten Besuch:

„Nachdem mich die Fürstin in meinen beiden gemütlichen Zimmerchen installiert und ich ein wenig geruht, versammelte sich die Familie gegen Abend in der runden Musikhalle, wo ich, von Bungert begleitet, einige unserer Lieder vorsingen wollte, König Carol, kein Musikkenner im eigentlichen Sinne, war mit einer Einladung zur kleinen Soiree gar nicht belästigt worden. Um so mehr erstaunten wir, als er bitten ließ, einen Augenblick zu warten und mit dem Konzert nicht anzufangen, bis er da sei. ... Nachdem ich acht Lieder gesungen, die der König alle mit angehört, war er begeistert und lud mich und Bungert wiederholt ein, nach Bukarest zu kommen und im Palais zu musizieren...“

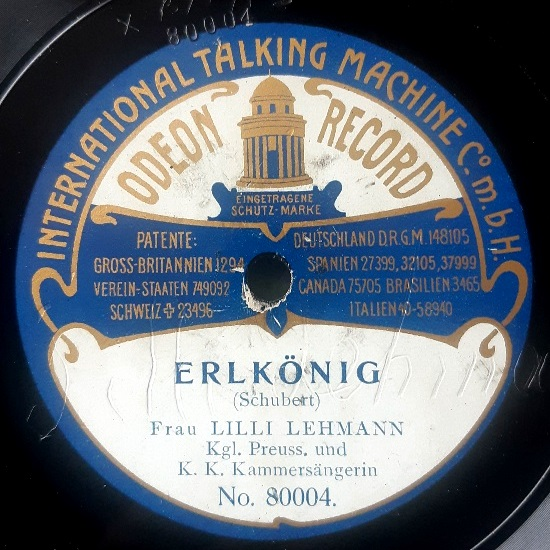
Schallplatte mit Aufnahmen von Lilli Lehmann (Berlin 1906)

Lehmann wirkte zwischen 1901 und 1910 an den Salzburger Mozartfesten mit, bei denen sie als Sängerin auftrat. In den letzten beiden Spielzeiten (1906 und 1910) führte sie zudem Regie und übernahm die Rolle der künstlerischen Leiterin. Ab 1916 legte sie mit ihren jährlichen stattfindenden Gesangskursen am Konservatorium Mozarteum den Grundstein für die Internationale Sommerakademie.
Die Stimme von Lilli Lehmann ist auf Schallplatten der Marke Odeon (Berlin 1906–07) erhalten geblieben.

## Schüler (Auswahl)
- Anna Henneberg
- Rudolf Laubenthal
- Marion Weed
- Helene Winterstein-Kambersky

## Schriften
- Meine Gesangskunst. Berlin, 1902. 3. Ausgabe 1922. (Lehrbuch)
  - How to sing. New York: Macmillan, 1902. 3. Ausgabe 1924, Neudruck: Mineola, N.Y.: Dover, 1993. Übersetzung: Richard Aldrich.
- Mein Weg. Autobiographie. Leipzig: Hirzel, 1913 (Projekt Gutenberg). Neudrucke 1977 und 2012, ISBN 978-3-86267-442-8 (eingeschränkte Vorschau in der Google-Buchsuche).
- Studie zu Fidelio.